# Танкеры класса «Papenoo»
«Papenoo» — серия малотоннажных прибрежных танкеров, построенных в Норвегии. Первые два корабля этого класса (A625 «Papenoo» и A632 «Punaruu») попали в состав французских ВМС, где использовались как танкеры снабжения, для чего были оборудованы специальными устройствами для передачи грузов в открытом море. Службу проходили в составе сил флота с базированием на Французской Полинезии. В середине 1980-х были проданы гражданским операторам. «Punaruu» в 1995 году после небольшого ремонта попал в состав ВМС Тонга, где до сих пор используется. Кроме того, были построены ещё несколько кораблей этого класса по несколько изменённому проекту для гражданских организаций.